# Vegoritida
Vegoritida (grčki:Λίμνη Βεγορίτιδα, Limni Vegoritida) u prošlosti poznato kao Ostrovsko jezero je treće po veličini jezero u Grčkoj. Nalazi se u zapadnoj Makedoniji 6 km sjeveroistočno od Amyntaia i 18 km zapadno od Edesse, na 540 metara nadmorske visine. Planina Nidže nalazi se sjevernije od jezera. Pripada prefekturama Florina i Pella. Obuhvaća površinu od 54,31 četvornih kilometara s maksimalnom dužinom od 14,8 i širinom od 6,9 kilometara. Površina mu se mnogo smanjuje zbog postrojenja dvije hidroelektrane, tako da je danas jugozapadni dio jezera napola presušio. Samo tri kilometra od Vegoritida nalazi se Petersko jezero.
Strme obale idealno su utočište za brojne ptice, a područje je dio ekološke mreže zaštićenih područja Natura 2000. 

## Vanjske poveznice
- Turističke informacije  Arhivirana inačica izvorne stranice od 23. ožujka 2016. (Wayback Machine)